# حاجي موقان
حاجي موقان أو قاجي موقان مونايتباس أولي (قرية قارا أوتكيل، محافظة أقمولا ,1871 — كولخوز «راية لينين» ,12 أغسطس 1948) — مصارع كازاخي مشهور. فاز مرارا وتكرارا «بطولة العالم» في المصارعة الرومانية بين المهنيين. أول كازاخ من صار بطل العالم في المصارعة الرومانية.
صارع في المسابقات الدولية تحت اللقب الياباني «ياماغاطو موخانورا». سُمّي أيضا كـ«إيفان الأسود». حجّ في سنة 1912 و بعد ذلك سمي كـ«حاجي موقان» (اسم المولد: موقان) و بذلك الاسم دخل في التاريخ.